# Christen Linde de Leth
Christen Linde de Leth (født 7. maj 1731 på Ulvborg, død 30. august 1778 på vej til Nørre Vosborg) var en dansk godsejer og landsdommer, far til Henrik Johan de Leth (vicelandsdommer).
Han var søn af ejer af Nørre Vosborg Henrik Johan de Leth (1702-1754) og Sophia Kirstine de Linde, blev 1750 student i Ribe (privat dimitteret), 1753 cand.jur. og var fra 28. august 1757 ejer af Nørre Vosborg. 5. juni 1761 udnævntes han til vicelandsdommer i Nørrejylland med successionsret, blev 21. oktober 1774 virkelig justitsråd, 14. marts 1776 byfoged i Holstebro, herredsfoged i Hjerm og Ginding Herreder.
Han ægtede den 11. juli 1760 Mette Marie Borrebye (24. november 1739 i Varde – 3. juli 1798 i Viborg), datter af kapellan i Varde, senere sognepræst til Gudum og Fabjerg Poul Borrebye og 2. Hustru Mette Marie Jensdatter.
Han døde den 30. august 1778 ved et styrt med hesten på hjemvejen til Nørre Vosborg.